# Лисонова и Каликлиева гробница
Лисоновата и Каликлиева гробница (на гръцки: Μακεδονικός τάφος Λύσωνος και Καλλικλέους) е погребално съоръжение от елинистическата епоха, от края на III - средата на II век пр. Хр., разположено край град Негуш, Гърция. Открита е в 1942 година от Хараламбос Макаронас. В 1962 година и повторно заедно с целия некропол в 2012 година гробницата е обявена за паметник на културата.

## Местоположение
Гробницата е част от македонския град Миеза, чиито развалини са разположени край негушкото село Голишани (Левкадия), Гърция. Разположена е на 2 km източно от Голишани, на стария път, свързващ Миеза с Едеса. На 200 m на изток е Кинхевата гробница.

## Архитектура
Гробницата е рядък пример за елинистическата погребална архитектура, датиращ от края на III – средата на II век пр. Хр. Открита е през 1942 година, но не е отворен за публичен достъп, заради уникалните си стенописи и надписи и все още е заровена в земята. Състои се от извита правоъгълна камера и тесен вестибюл с плосък покрив. В гробницата са погребани представители на четири поколения от едно семейство, като имената на всички са отбелязани – Лисон, Каликлес, Спарти, Тесалоники и т.н. Пепелта на мъртвите е разположена в 22 ниши по трите стени на камерата.
Членовете на семейството са били влиятелни членове на военната прослойка в Миеза, съдейки по военните принадлежности, изобрбазени върху барабаните на гробницата: брони, щитове, каски, гамаши.